# Muscle Shoals Sound Studio
Das Muscle Shoals Sound Studio (MSSS) ist ein US-amerikanisches Tonstudio am 3614 Jackson Highway in Sheffield, Alabama. Das originale Studiogebäude ist seit dem 2. Juni 2006 im US-amerikanischen National Register of Historic Places mit der Nr. 06000437 gelistet.

## Geschichte
Das Muscle Shoals Sound Studio wurde von den Musikern Barry Beckett (Tasteninstrumente; † 10. Juni 2009), Roger Hawkins (Schlagzeug; † 20. Mai 2021), Jimmy Johnson (Gitarre, † 5. September 2019) und David Hood (Bass) gegründet, nachdem sie die FAME Studios verlassen hatten. Rick Hall, der Inhaber von FAME, hatte zuvor einen Vertrag mit Capitol Records unterschrieben, der eine Garantiesumme von einer Million US-Dollar beinhaltete. Den Musikern bot er auf Druck von Johnson und Hawkins lediglich 10.000 Dollar pro Jahr an, woraufhin diese FAME verließen. Die Aufnahmen der Musiker kann man auf den Veröffentlichungen unter anderem von Aretha Franklin, Wilson Pickett und den Staple Singers hören.
Die Muscle Shoals Rhythm Section (MSRS) alias The Swampers – unter diesen beiden Namen war die Band bekannt – gehörten zu den ersten Musikern, die ein eigenes Tonstudio und im Gefolge davon einen eigenen Musikverlag und eine eigene Produktionsfirma besaßen. Der sich einstellende Erfolg ließ immer mehr Künstler in diesem Studio aufnehmen, auch solche aus dem Rockbereich. So unter anderem The Rolling Stones, die ihre Stücke Brown Sugar, Wild Horses und You Gotta Move für das Stones-Album Sticky Fingers im Muscle Shoals Sound Studio aufnahmen. Weitere Künstler mit Aufnahmen aus dem Muscle-Shoals-Studio sind die Band Traffic, die Sängerin Lulu, Boz Scaggs, Willie Nelson, Paul Simon (There Goes Rhymin’ Simon), Bob Dylan (Slow Train Coming), Rod Stewart (Atlantic Crossing), Elkie Brooks und Bill Haley & His Comets (die ihre letzten beiden Alben in Muscle Shoals aufnahmen) sowie die jüngere Soul-Generation wie zum Beispiel Bobby Womack und Millie Jackson. 1985 verkauften die Gründer das Studio.

## Referenz
Die Sängerin Cher veröffentlichte 1969 ein von Jerry Wexler produziertes Album mit Coverversionen unter dem Titel 3614 Jackson Highway – die Adresse des Muscle Shoals Sound Studios. Das Frontcover zeigt das Studiogebäude mit der angegebenen Adresse sowie die beteiligten Musiker.
Die Südstaatenband Lynyrd Skynyrd verewigte die Swampers von Muscle Shoals in einer Strophe ihres größten Hits Sweet Home Alabama. Darin heißt es: „Now Muscle Shoals has got the Swampers/ And they've been known to pick a song or two (yes they do)/ Lord they get me off so much/ They pick me up when I'm feeling blue, now how bout you?“